# Nationaal park Dachigam

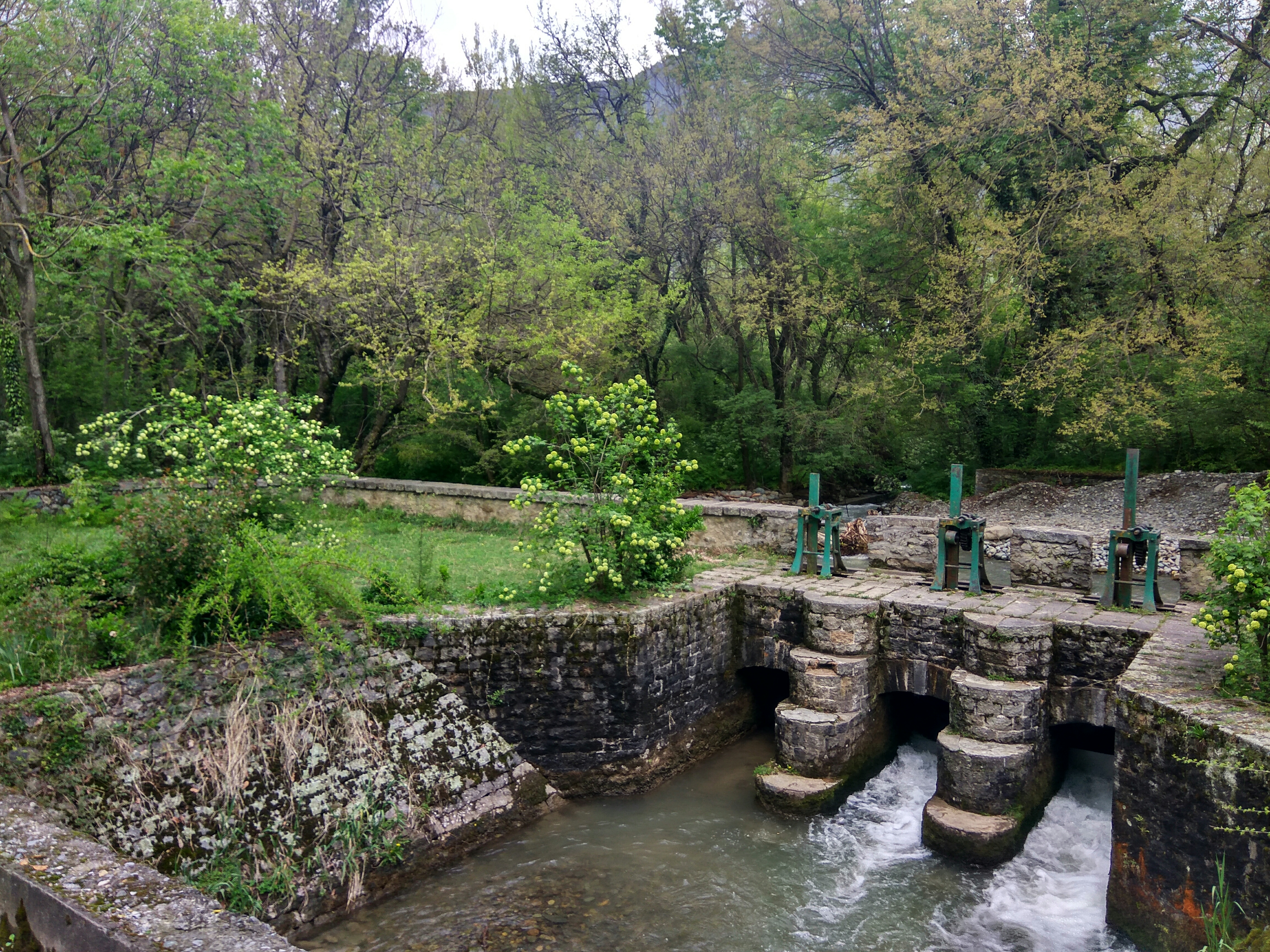
Waterbeheersing in het park

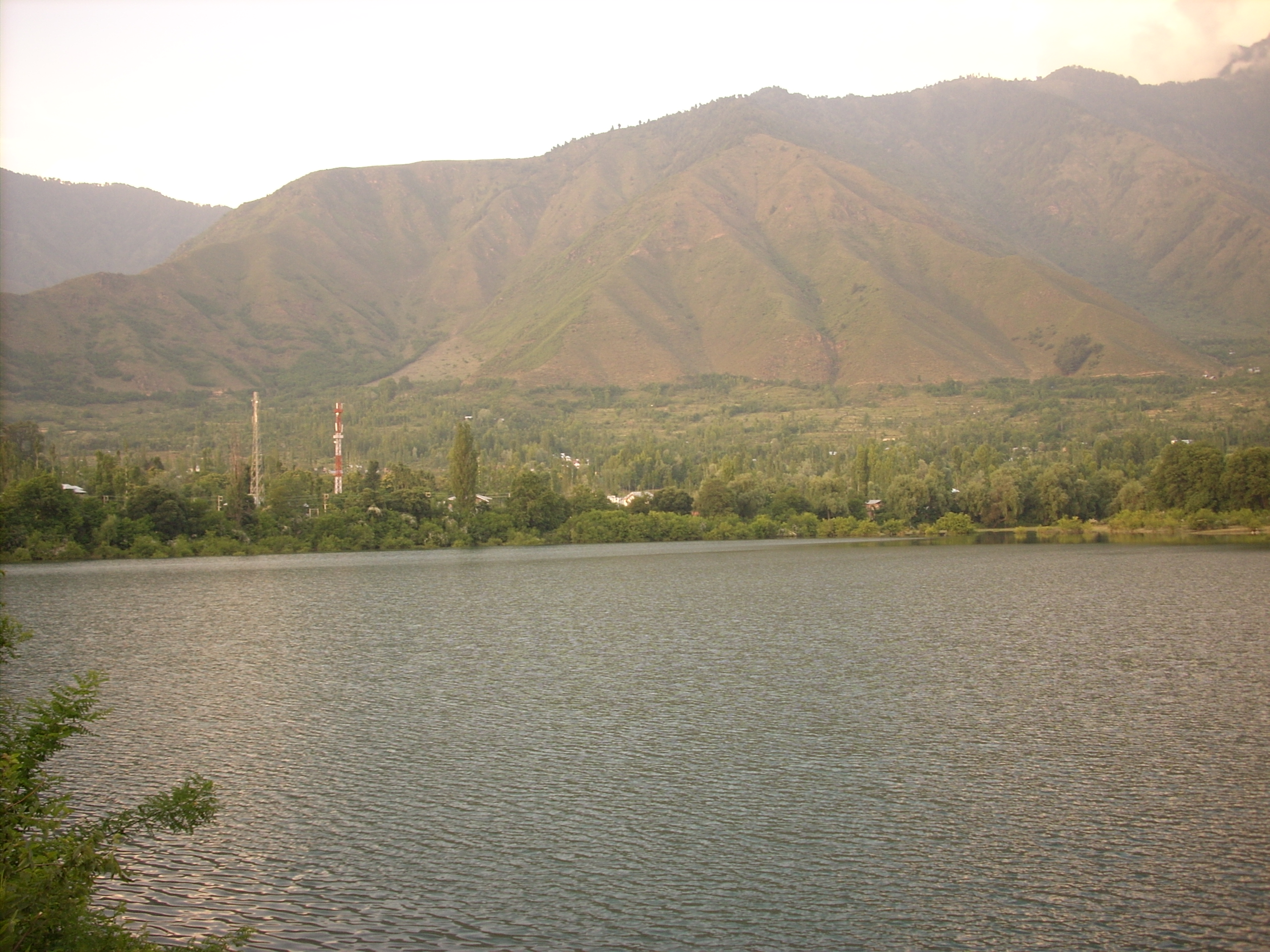
Het Sarbandreservoir, een klein waterbekken in het park

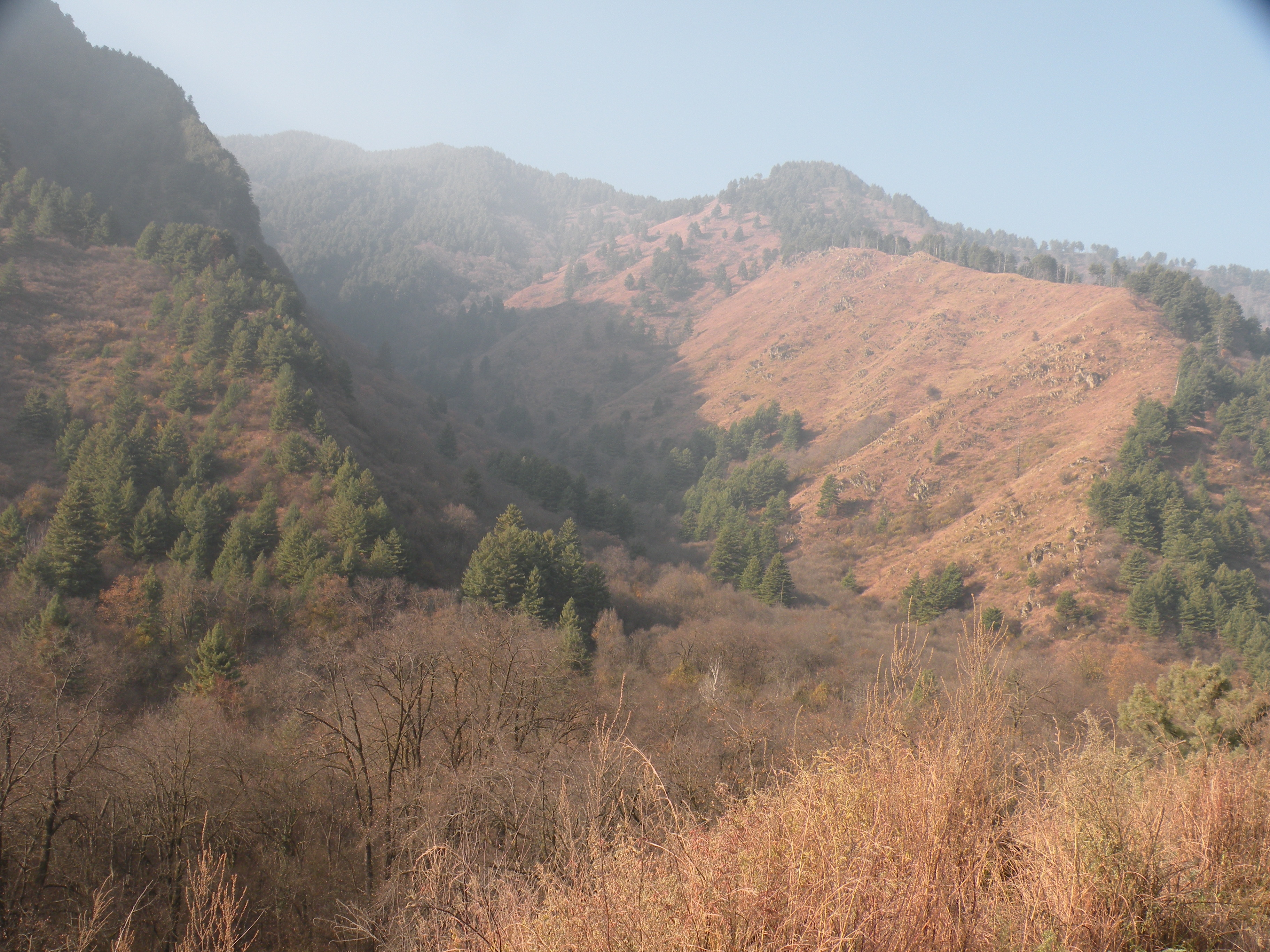
Vallei in het westelijk lager deel van het park

Het Nationaal park Dachigam is sinds 1981 een nationaal park van India met een oppervlakte van 141 km², gelegen in het unieterritorium van Jammu en Kasjmir, zo'n 20 km ten noordoosten van Srinagar. Het wordt van die stad gescheiden door het omwille van de vele woonboten gekende Dalmeer. Het park ligt in het Zabarwangebergte, onderdeel van de westelijke Himalaya, en ligt in hoogte tussen 1.600 en 4.267 m. Dachigam betekent "tien dorpen", en refereert naar de tien woonkernen die verplaatst werden bij de inrichting van het park.
Het park is sinds 1910 een beschermd gebied, eerst onder de hoede van de maharadja van Jammu en Kasjmir en later onder toezicht van de betrokken overheidsinstanties. Het werd oorspronkelijk opgericht om de toevoer van schoon drinkwater naar Srinagar te garanderen. Het werd opgewaardeerd en in 1981 uitgeroepen tot Nationaal Park.
Hoog in het oostelijk bergdeel van het park ligt het Marsar-meer waaruit de Dagwan-rivier stroomt. Deze rivier stroomt helemaal naar het laagste deel in het bosrijke westen van het park, waar hij langs de enige echte weg in het park stroomt. De rivier levert water aan het in het park gelegen Sarbandreservoir, een bron van drinkwater voor Srinagar. De Dagwan mondt uiteindelijk uit in de Jhelum.

## Flora
De bergwanden onder de boomgrens zijn bebost. Het grootste deel van dit naaldbos bestaat uit breedbladige soorten. Daartussen liggen alpenweiden, weiden, watervallen en struikgewas met diepe geulen, plaatselijk bekend als Nars, die langs de bergwand naar beneden lopen. De meeste graslanden en weiden zijn, behalve in de strenge winters, bedekt met gekleurde bloemen.

## Fauna
De belangrijkste diersoort waar Dachigam bekend om staat, is het Kasjmir-edelhert. Andere soorten zijn onder meer:
- moschus
- sneeuwpanter
- Himalayabosgems
- Kashmirhoelman
- Bengaalse tijgerkat
- zwarte Himalayabeer
- isabelbeer
- jakhals
- heuvelvos
- Siberische wezel
- Maleise bonte marter
- moeraskat
- langstaartmarmot
- otter

Vogels
- roodkopmus
- Himalayaanse zwarte buulbuul
- Himalayaglansfazant
- wielewaal
- menievogel
- dwerguil
- specht
- babbelaar
- gekraagde roodstaart
- kwikstaart
- koklasfazant
- kauw
- oranje goudvink
- Kashmirvliegenvanger
- dunsnavelfitis
- borstellijstergaai
- Himalayazwartborstnachtegaal
- rotskruiper
- geelnekdikbek
- Himalayagier
- lammergier
- roodsnavelkitta
- mees